# Гарри Ванда
Гарри Ванда (англ. Harry Vanda, настоящее имя — Йоханнес Якоб Хендрикус ван ден Берг (нидерл. Johannes Jacob Hendrickus van den Berg); род. 22 марта 1946 года) — австралийский музыкант нидерландского происхождения, наиболее известный участием в группе The Easybeats в середине 1960-х. Является соавтором популярного в 1960-х годах сингла «Friday on My Mind», занявшего 6 строчку в популярном британском чарте UK Charts.

## Карьера
Гарри Ванда вместе с семьёй переехал жить в Австралию в 1964 году. Больше всего известен своим участием в популярной австралийской рок-группе The Easybeats, а также как продюсер и композитор. Совместно с Джорджем Янгом является соавтором песен The Easybeats, Marcus Hook Roll Band, Tramp, Haffy's Whiskey Sour и Paintbox. Также Гарри является сопродюсером шести альбомов AC/DC: High Voltage, T.N.T., Dirty Deeds Done Dirt Cheap, Let There Be Rock, Powerage, Blow Up Your Video. В 2007 году австралийский журнал Australian Musician отметил встречу Ванды и Джорджа Янга самым значимым событием в австралийской истории рок-музыки.

## Личная жизнь
Гарри Ванда был женат дважды. Свадьба с первой женой, Памелой Джойс Хиггинс прошла в Банкстоуне, в Новом Южном Уэльсе в 1964 году. Памела Ван дер Берг не смогла принять тот факт, что по решению менеджера Гарри полетит в Англию без неё, и 6 июля 1966 года, пока муж спал, молодая мать приняла смертельную дозу лекарств. Скорая не успела и женщина умерла, сделав Гарри вдовцом и опекуном пятимесячного сына Йохана. Тем не менее эта трагедия Ванду не сломала, и он полетел в Лондон. Йохан полетел вместе с ним. В Англии мальчика передали нидерландским родителям Ванды, которые в дальнейшем и воспитали его сына. Избранницей Гарри во второй раз стала Робин Томас. У них два сына, Даниэль и Сином. Гарри с семьёй живёт в Сиднее с 1973 года.

## Albert Productions
Вернувшись домой в Австралию в начале 1970-х, Гарри и Джордж обосновались в Alberts, звукозаписывающей компании, созданной Тедом Альбертом в 1964 году. Именно в стенах этой студии записывался первый альбом The Easybeats — It’s So Easy. После ряда успешных синглов и собственных песенных наработок дуэт Ванды и Янга обретает небывалую популярность в Австралии. В 2005 году совместно с Джорджем Янгом был введен в «Зал Славы австралийского музыкального наследия» Aria Hall of Frame.

## Оборудование
Ванда использовал гитару модели Hofner Verithin в 1964 году, а позже переключился на Gibson 345. Также Гарри часто играл на 12 струнной гитаре марки Maton красно-вишнёвого цвета. Также Гарри использовал Gretsch Jet Firebird, которая впоследствии оказалась у Малькольма Янга, который в свою очередь использовал эту гитару на протяжении всей своей карьеры в AC/DC.